# Kiyoto Furushima
Kiyoto Furushima (jap. 古島 清人, Furushima Kiyoto; * 3. April 1968 in der Präfektur Kumamoto) ist ein ehemaliger japanischer Fußballspieler.

## Karriere
Furushima erlernte das Fußballspielen in der Schulmannschaft der Kunimi High School. Seinen ersten Vertrag unterschrieb er 1987 bei Fujita Industries (Bellmare Hiratsuka). Der Verein spielte in der höchsten Liga des Landes, der Japan Soccer League. 1988 erreichte er das Finale des Kaiserpokals. Am Ende der Saison 1989/90 stieg der Verein in die Division 2 ab. 1993 wurde er mit dem Verein Meister der Japan Football League und stieg in die J1 League auf. 1994 gewann er mit dem Verein den Kaiserpokal. Für den Verein absolvierte er 87 Spiele. 1996 wechselte er zum Ligakonkurrenten Avispa Fukuoka. 1998 wechselte er zum Zweitligisten Omiya Ardija. 1999 wechselte er zu NTT Kumamoto. Ende 2000 beendete er seine Karriere als Fußballspieler.

## Erfolge
Fujita Industries/Bellmare Hiratsuka
- Kaiserpokal

Sieger: 1994
Finalist: 1988